# Língua deni
A língua deni é uma língua que pertence à família arauá, falada pelos denis.
Há ainda poucos estudos sobre a língua que é pertencente à família linguística arauá, que inclui, além da língua deni, as seguintes línguas: Paumari, Jamamadi, Banauá–Iafi, Jarauara, culina e Suruá, sendo todas essas etnias habitantes da área etnográfica do Juruá-Purus. Essas línguas são semelhantes entre si, sendo a língua Paumari a mais diferenciada das demais. A língua madi tem forte semelhança gramatical e lexical com as línguas Deni e Kulina.